# Pilea chiapensis
Pilea chiapensis es una especie de planta del género Pilea, perteneciente a la familia Urticaceae.

## Taxonomía
Pilea chiapensis fue descrita por Ellsworth Paine Killip en 1925.

## Distribución
Se encuentra en el territorio de Belice, Guatemala y sudeste de México.